# 尤里·奥努夫里延科
尤里·伊万诺维奇·奥努夫里延科（俄语：Юрий Иванович Онуфриенко，羅馬化：Yuri Ivanovich Onufriyenko，1961年2月6日—）是俄罗斯已退役宇航员，俄罗斯第84位宇航员，世界第342位宇航员，呼号“斯基夫”（Скиф）。他曾两次前往太空，八次进行太空行走任务。

## 早年
1961年2月6日出生于苏联乌克兰苏维埃社会主义共和国哈爾科夫州里亞斯內。1974年毕业于以弗拉基米尔·科马罗夫命名的叶伊斯克高等军事航空学校，毕业后在苏联空军远东军区服役，历任飞行员，高级飞行员。

## 宇航员生涯
1989年入选加加林宇航员培训中心测试宇航员候选人。1989年9月至1991年1月接受了基础航空飞行培训，1991年2月获得测试宇航员资格。1992年2月1日至1994年4月7日在航空航天生态环境工程学院学习，获得环境工程学位。
1991年至1994年，他接受了“和平号空间站远征队”的专业培训。1994年5月至1995年2月通过了“和平号空间站第18次远征”任务第3备用指令长的培训。1995年2月至5月通过了“和平号空间站第19次远征”任务备用指令长的培训。1995年6月至1996年1月通过了联盟TM-23载人飞船正式指令长培训。

### EO-21
1996年2月21日至1996年9月2日，他担任“和平号空间站远征21”任务指令长，在和平号空间站度过了193天19小时，期间一共进行了六次太空行走。

### 远征4
2001年12月5日22时19分，奋进号航天飞机从美国佛罗里达州的肯尼迪航天中心升空，它原计划11月29日升空，然而由于一些特殊情况被推迟发射。航天飞机上共载有7名航天员，其中3人为国际空间站远征4任务成员，奥努夫里延科担任指令长，美国宇航员卡尔·欧文·沃尔兹和丹尼尔·布尔施是随航工程师。
2002年6月19日17时58分，奋进号航天飞机降落在爱德华兹空军基地，奥努夫里延科等队员安全返航。

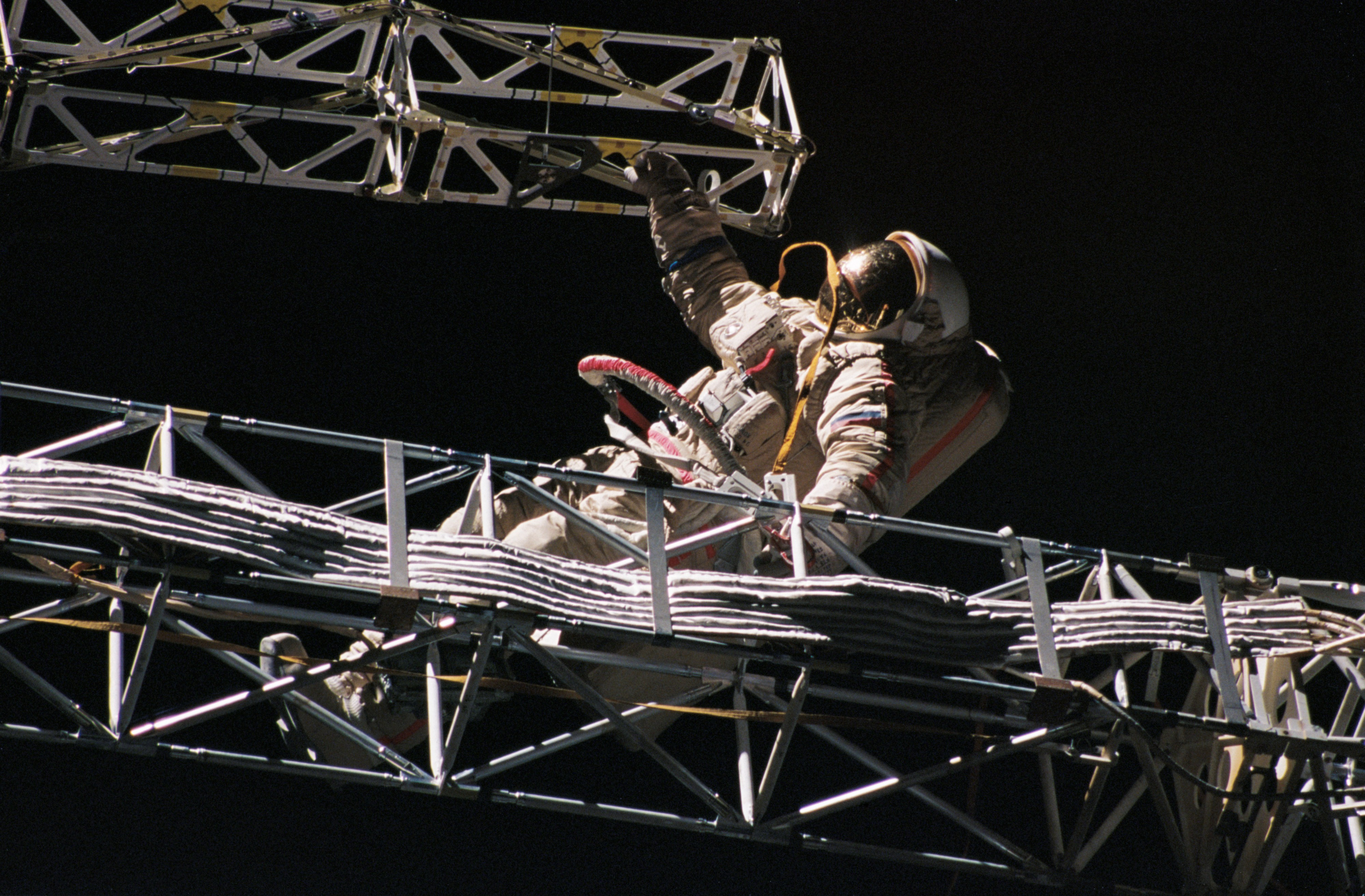
1996年太空行走

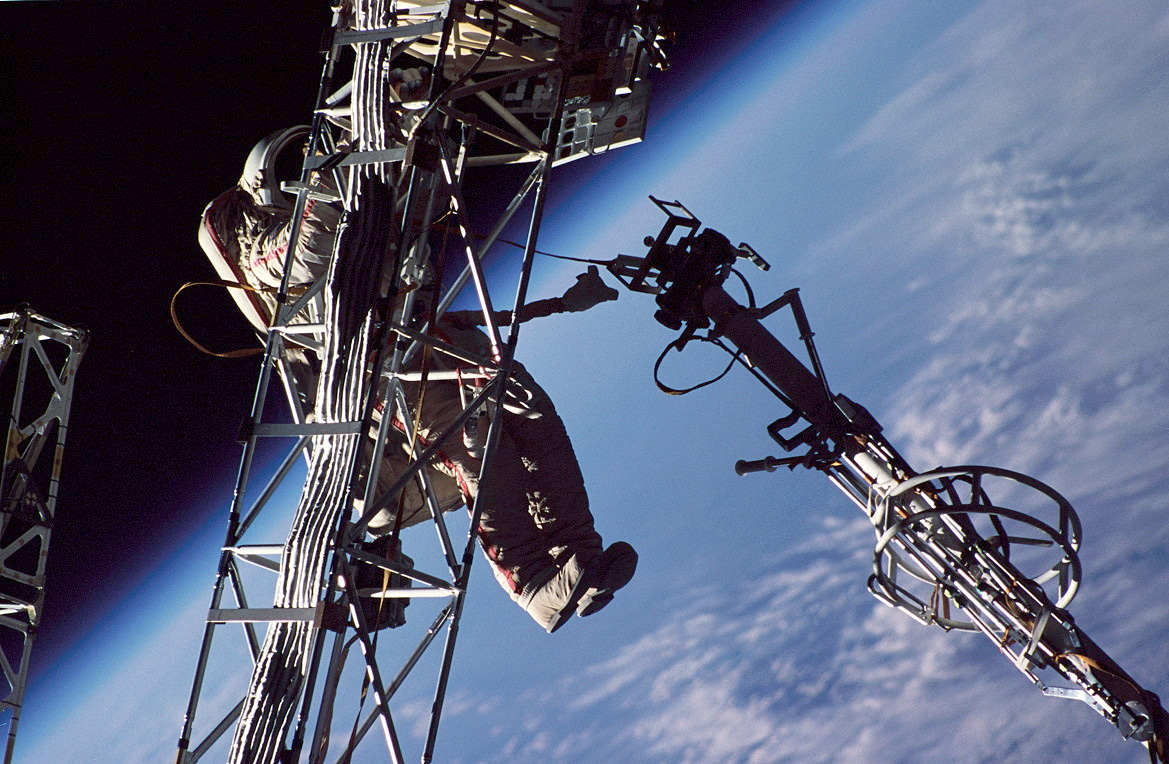
太空行走

统计
| # | 发射载具               | 发射时间（UTC）       | 任务代号 | 着陆载具               | 着陆时间（UTC）       | 时长总计      | 舱外活动次数 | 舱外活动时长 |
| - | ---------------------- | --------------------- | -------- | ---------------------- | --------------------- | ------------- | ------------ | ------------ |
| 1 | 联盟TM-23              | 1996年2月21日12时34分 | EO-21    | 联盟TM-23              | 1996年9月2日7时41分   | 193日19时7分  | 6            | 30时21分     |
| 2 | 奋进号航天飞机 STS-108 | 2001年12月5日22时19分 | 远征4    | 奋进号航天飞机 STS-111 | 2002年6月19日17时58分 | 195日19时39分 | 2            | 12时2分      |
|   |                        |                       |          |                        |                       | 389日14时46分 | 8            | 42时23分     |

太空行走统计
| #      | 日期（UTC）   | 同伴             | 持续时长 |
| ------ | ------------- | ---------------- | -------- |
| 1      | 1996年3月15日 | 尤里·乌萨切夫    | 5时51分  |
| 2      | 1996年5月21日 | 尤里·乌萨切夫    | 5时20分  |
| 3      | 1996年5月24日 | 尤里·乌萨切夫    | 5时34分  |
| 4      | 1996年5月30日 | 尤里·乌萨切夫    | 4时20分  |
| 5      | 1996年6月6日  | 尤里·乌萨切夫    | 3时34分  |
| 6      | 1996年6月13日 | 尤里·乌萨切夫    | 5时42分  |
| 7      | 2002年8月26日 | 卡尔·欧文·沃尔兹 | 6时3分   |
| 8      | 2002年8月26日 | 丹尼尔·布尔施    | 5时59分  |
| 总时长 | 总时长        | 总时长           | 42时23分 |

## 退役
2004年3月17日从宇航员分队退役。2007年获得加加林空军学院授予的“空军军事单位和编队管理”资格。

## 荣誉
- 美國宇航局太空飛行獎章

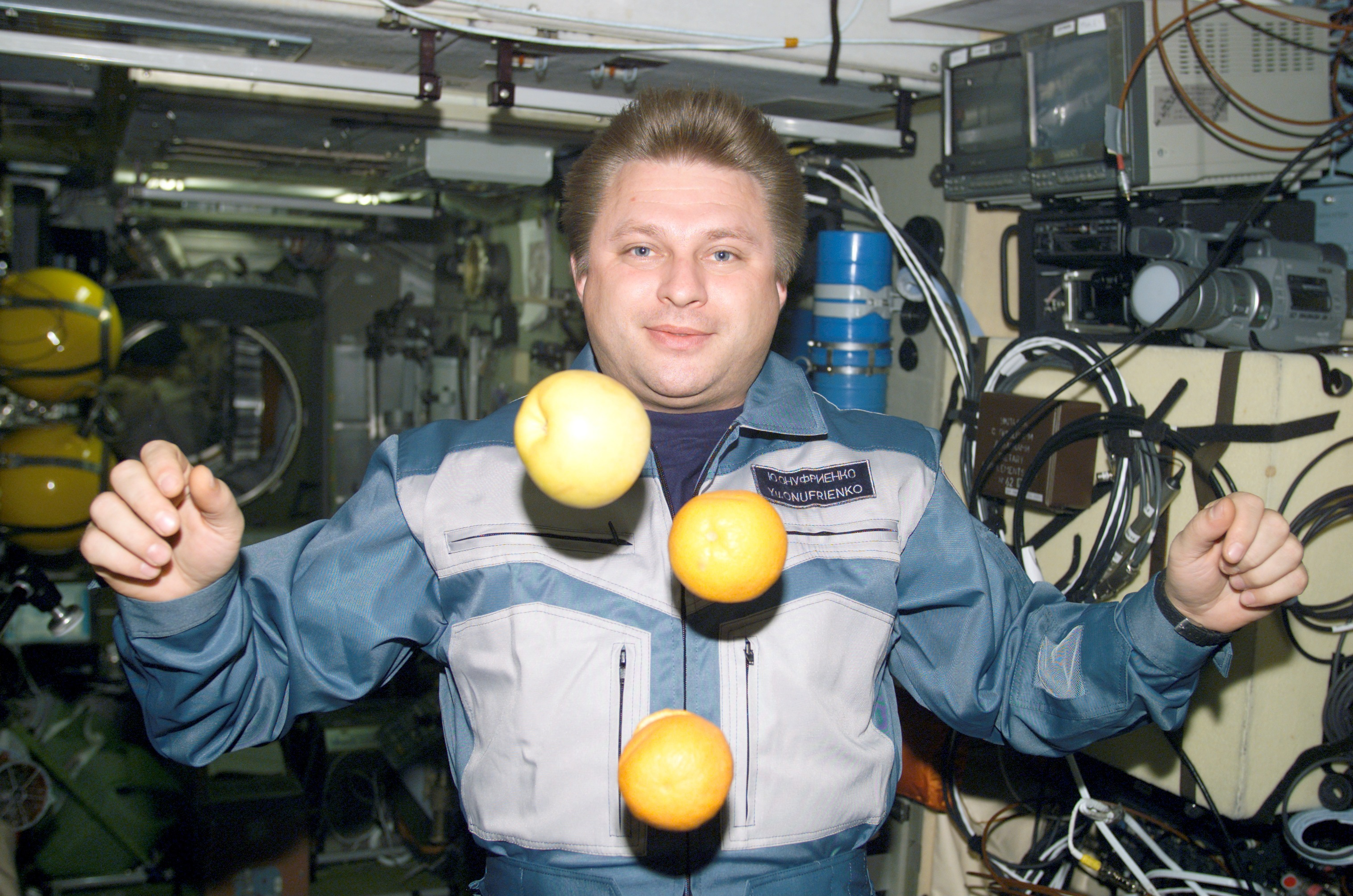
奥努夫里延科与漂浮的水果

- 俄罗斯联邦宇航员和俄罗斯联邦英雄（1996年）
- 法國榮譽軍團勳章骑士勋位（1997年）
- 四级“祖国功勋”勋章（2004年）
- 太空探索优异奖章（2011年）[10]